# Erebia callias
Erebia callias är en fjärilsart som beskrevs av Edwards 1871. Erebia callias ingår i släktet Erebia och familjen praktfjärilar. Inga underarter finns listade i Catalogue of Life.

## Bildgalleri

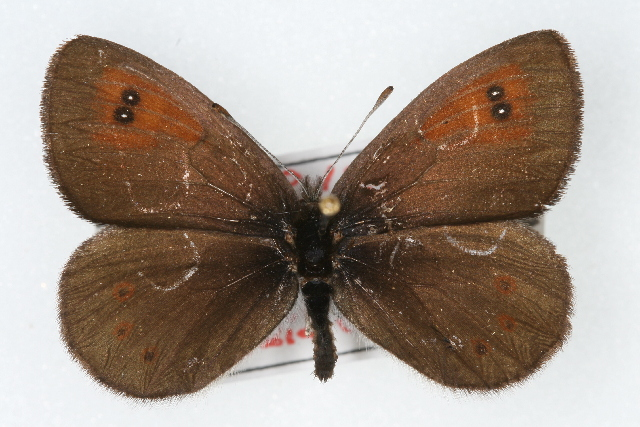
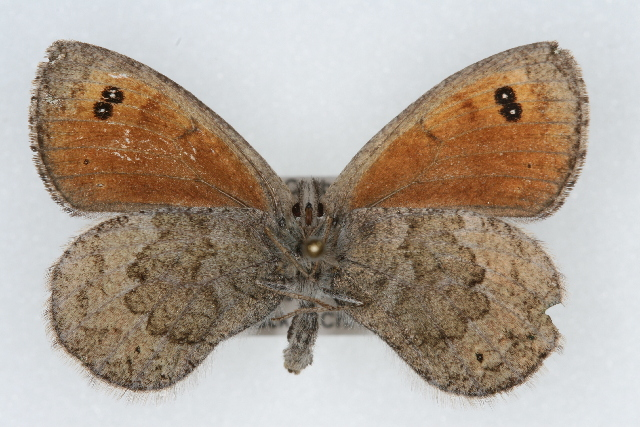
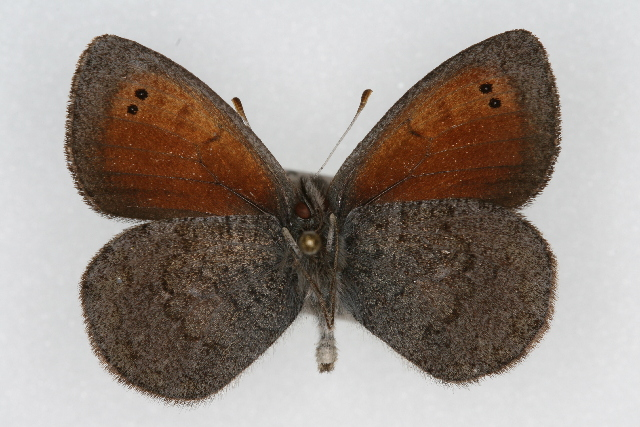
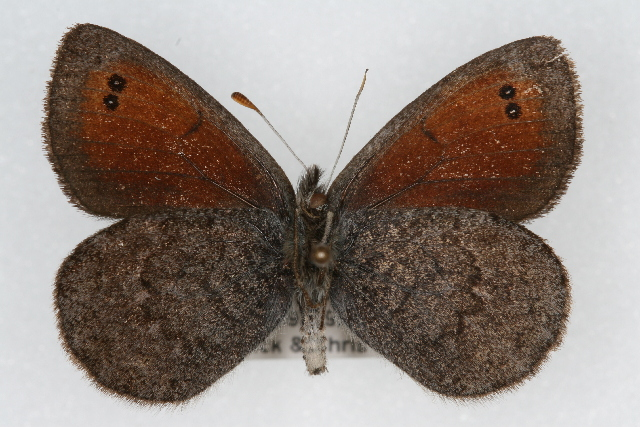
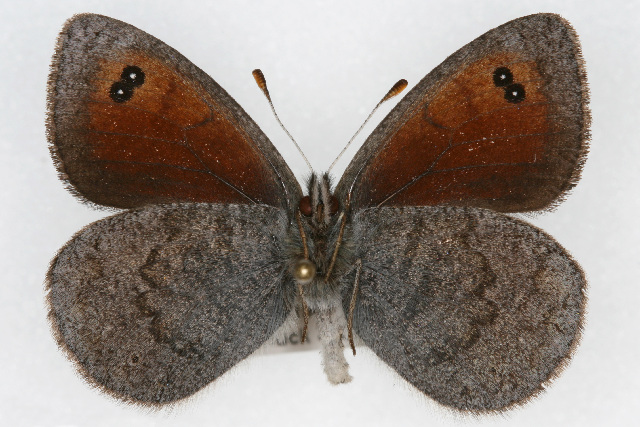